# Affaire des Placards
L’affaire des Placards est un épisode de l'histoire de France provoqué par le placardage clandestin d'un texte anticatholique sur les murs des lieux publics à Paris et dans plusieurs villes de province, pendant la nuit du 17 au 18 octobre 1534. Elle constitue la première manifestation d'hostilité entre protestants et catholiques en France. 
Cette affaire provoqua la fin de la politique de conciliation menée par le roi François Ier en faveur des luthériens. Martin Luther avait publié de cette manière ses 95 thèses en 1517 à Wittemberg.

## Histoire

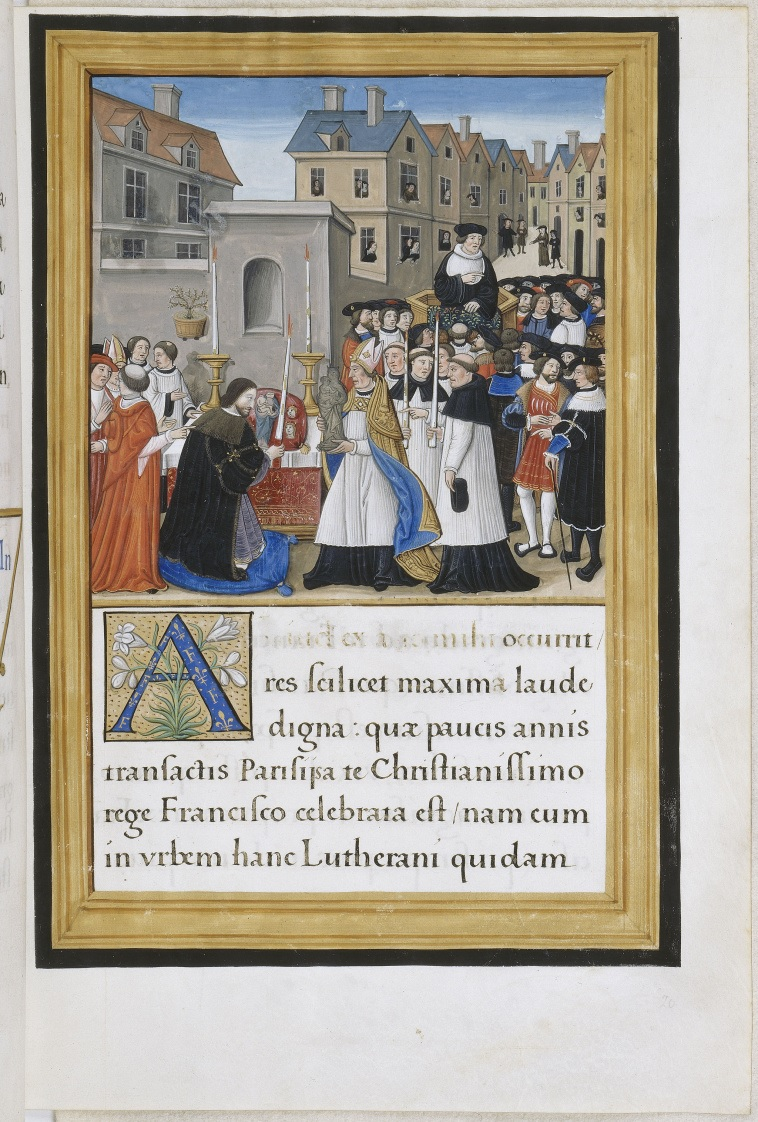
Le roi François Ier (roi de France) prend part à une cérémonie de réparation ordonnée à la suite de la mutilation d'une statue parisienne de la Vierge par les luthériens.
Panégyrique de François Ier, vers 1531, Chantilly, musée Condé, Ms. 892.

Les placards dont il est question étaient des écrits affichés dans la nuit du 17 au 18 octobre 1534 dans les rues de Paris et dans diverses villes du royaume de France comme Blois, Rouen, Tours et Orléans. Ces affiches furent placardées jusque sur la porte de la chambre royale de François Ier au château d'Amboise, ce qui constituait un défi et un affront envers la personne même du roi et sa foi catholique. Cet épisode provoque la radicalisation de François Ier contre les partisans de la Réforme, vis-à-vis desquels il avait été jusqu'alors relativement tolérant.
Ces placards étaient intitulés Articles véritables sur les horribles, grands et importables [sic] abus de la messe papale, inventée directement contre la Sainte Cène de notre Seigneur, seul médiateur et seul Sauveur Jésus-Christ. Ce titre évocateur était en fait une attaque directe contre l’Eucharistie, comprise dans la théologie catholique comme étant une « transsubstantiation ». L’auteur en était Antoine Marcourt, pasteur de Neuchâtel — mais d’origine picarde — d’inspiration calviniste.
Le roi s'emporta contre ce qu'il considérait comme un crime de lèse-majesté. En réponse, il confessa publiquement sa foi catholique. Il ordonna des arrestations. Étienne de La Forge, riche marchand et ami de Jean Calvin, fut au nombre des six condamnés au bûcher en janvier 1535. Antoine Augereau, accusé d'avoir imprimé les placards, fut pendu et brûlé.
Ces exécutions choquèrent les princes allemands favorables à la Réforme, alors que François Ier recherchait par ailleurs leur alliance contre Charles Quint. L'ambassadeur Guillaume du Bellay déclara que ces condamnés n'étaient que des révolutionnaires, des anabaptistes dont il fallait réprimer les excès. Jean Calvin fit partie des protestants qui choisirent l'exil.

## Controverse théologique
Les arguments que l'on y trouve, auprès d'énormes injures, sont les mêmes que chez Luther, Calvin ou Zwingli : 1. Jésus n'a été immolé qu'une fois ; 2. Les textes de l'institution eucharistique prouvent que la cène n'est qu'une commémoraison. Il est donc impossible qu'elle soit un sacrifice. 1. « A tout fidèle chrétien est et doit être très certain que notre Seigneur et seul Sauveur Jésus-Christ, comme grand évêque et pasteur éternellement ordonné de Dieu, a donné son corps, son âme, sa vie et son sang pour notre sanctification, en sacrifice parfait : le quel sacrifice ne peut et ne doit être réitéré par aucun sacrifice visible... Car par le grand et admirable sacrifice de Jésus-Christ, tout sacrifice extérieur et visible est aboli et évacué et jamais autre n'est demeuré. Ce qui... est très amplement démontré en l'épître aux Hébreux, VII, 26 sq. ; IX, 12 ; X, 10, 18. » 2. « En cette malheureuse messe, on a non seulement provoqué, mais aussi plongé et du tout abîmé quasi l'universel monde en idolâtrie publique. »
Tout l'esprit des placards se trouve résumé dans cette conclusion qui, par sa violence, laisse pressentir les futures guerres de religion: « Par elle (la messe), toute connaissance de Jésus-Christ est effacée, la prédication de l'Évangile est rejetée et empêchée, le temps est occupé en sonneries, hurlements, chanteries, vaines cérémonies, luminaires, encensements, déguisements et telles manières de sorcelleries, par lesquelles le pauvre monde, comme brebis et moutons, est misérablement trompé, entretenu et promené et par ces loups ravissants mangé, rongé et dévoré. Et qui pourrait dire les larcins de ces paillards ? Par cette messe, ils ont tout empoigné et tout détruit, tout englouti. Ils ont déshérité princes et rois, seigneurs et marchands et tout ce qu'on peut dire mort ou vif. »

## Placards conservés

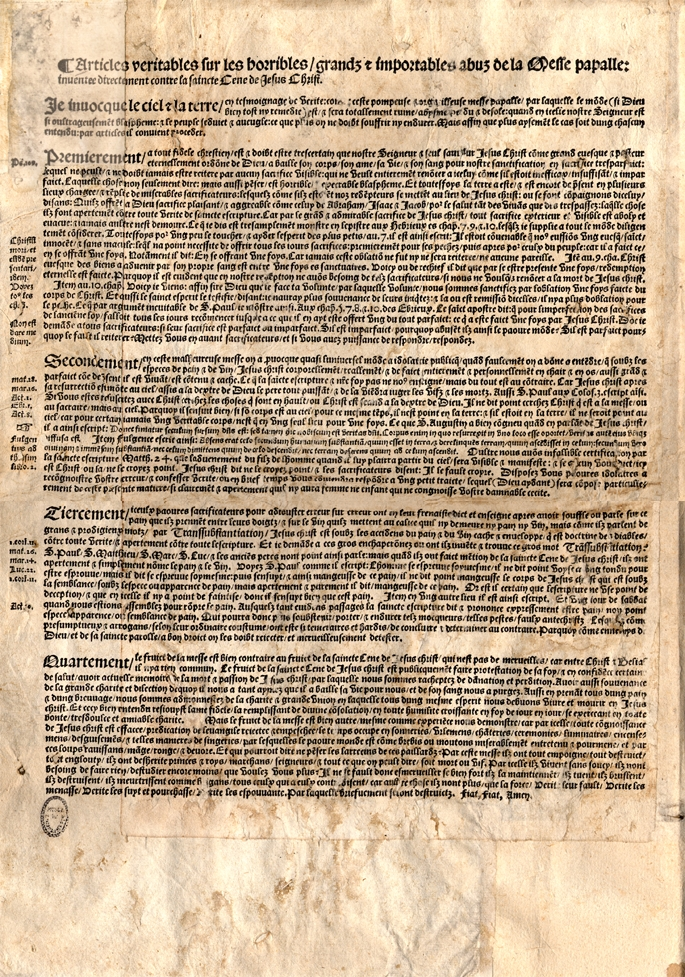
L'exemplaire détenu par le Musée de l'imprimerie et de la communication graphique de Lyon.

Le musée de l'Imprimerie et de la Communication graphique, à Lyon, possède dans sa collection permanente un exemplaire de ces Placards. Cet exemplaire est issu de la découverte en 1943 par Hans Bloesch, alors directeur de la Bibliothèque de Berne, dans une reliure des œuvres de Galien en restauration (Claudii Galeni Opera, Bâle, Cratander, 1531)  de fragments de ces placards. Des exemplaires sont ainsi reconstitués et déposés dans différentes bibliothèques européennes,. Un premier exemplaire est acquis par la Bibliothèque nationale de France en 1957 (D2-453). Le musée de l'Imprimerie et de la Communication graphique acquiert son exemplaire (inv. 351) au début des années 1960. 
L'auteur du texte est Antoine Marcourt, gagné aux idées de la Réforme. L'imprimeur lyonnais est Pierre de Vingle, installé à Neuchâtel. Le Placard se présente comme une feuille de 37 x 25 centimètres, où l'on aperçoit la trace de fragments recollés. On dénombre à ce jour en Europe huit exemplaires de ces Placards.